# Antal Pallavicini
 (avril 2020).
Si vous disposez d'ouvrages ou d'articles de référence ou si vous connaissez des sites web de qualité traitant du thème abordé ici, merci de compléter l'article en donnant les références utiles à sa vérifiabilité et en les liant à la section « Notes et références ».
Antal Pálinkás, né comte Antal Pallavicini (Budapest, 30 juillet 1922 - Budapest, 10 décembre 1957) est un martyr de la révolution de 1956. À la chute du régime communiste en 1989, il a été réhabilité et promu colonel à titre posthume.

## Origines
Le comte Antal Pallavicini est né à Budapest le 30 juillet 1922. Issu de deux familles de la très grande aristocratie hongroise, il est le plus jeune fils du comte György Pallavicini, descendant de la célèbre dynastie italienne du même nom, et de la comtesse née Borbála Andrássy de Miercurea-Ciuc et Krasnohorca. Son grand-père maternel était le comte Tivadar Andrássy de Miercurea-Ciuc et Krasnohorca, lui-même fils de Gyula Andrássy, premier Premier ministre de la monarchie austro-hongroise et proche de l'impératrice Elisabeth d'Autriche. 

## Formation et carrière
Après avoir obtenu son diplôme d'études secondaires, Antal Pallavicini commence à travailler à l'usine de machines Weiss Manfréd, à Csepel. 
En décembre 1940, il se porte volontaire pour combattre aux côtés des Forces de défense royales hongroises. En 1941, il est admis à l'Académie Ludovika et nommé lieutenant en 1943. Après l'occupation allemande de la Hongrie (19 mars 1944), il rejoint le mouvement de résistance antinazi et antifasciste, participant à la formation du Front hongrois et assurant la liaison avec le mouvement de résistance démocratique dirigé par Endre Bajcsy-Zsilinszky. Après l'arrestation des dirigeants de l'organisation, il s'enfuit et se retrouve au front. Capturé par l'Armée rouge à Timisoara, il se porte volontaire pour prendre la tête d'un bataillon de soldats hongrois mais reste finalement détenu dans un camp du NKVD (le n° 126), à Nikolaïev, dont il va devenir le commandant.
En février 1946, il est libéré et parvient à rester dans l'armée de son pays. Affecté à la tête du groupe d'équipement, il devient, à partir de 1947, adjoint du général de division István Beleznay, chef du Groupe financier militaire. Son frère, György Pallavicini, déporté par les Allemands à Dachau pour son implication dans la résistance, est libéré mais arrêté par les autorités hongroises dès 1946. Celles-ci le remettent au NKVD, qui l'envoie dans un camp de Sibérie, où il meurt en 1949. 
Antal Pallavicini rejoint le Parti communiste hongrois en 1947. Décoré en 1948 de la médaille de bronze de l'Ordre de la liberté pour ses activités antifascistes pendant la guerre, il sert en 1950 dans le régiment de Piliscsaba, où il est nommé commandant de bataillon. En 1951, il est transféré à Aszód. La même année, il abandonne le nom de famille historique des Pallavicini pour adopter celui, plus plébéien, de Pálinkás.
Promu lieutenant-colonel en 1954, il est toutefois accusé de mauvais traitements et rétrogradé. Au même moment, son adhésion au MDP est annulée sur la base de ses origines aristocratiques. En juillet 1955, il est muté dans un régiment de formation des officiers à Rétság en tant qu'officier subalterne. En 1956, il atteint le grade de chef d'état-major du régiment de chars de bataille. 

## Révolution de 1956
Le 30 octobre 1956, il est élu président du Conseil militaire révolutionnaire du Rétság Tanker Regiment. Dans ce cadre, il est en contact avec des organisations révolutionnaires civiles locales, auxquelles il fournit à plusieurs reprises des armes et des munitions. Le même jour, la Commission nationale d'Újpest envoie un groupe armé libérer le cardinal József Mindszenty, détenu au château Almássy à Felsőpetény. Les gardes rendent les armes sans combattre et les rebelles emmènent Mindszenty à la caserne de Rétság. 
Le matin du 31 octobre, le major Pálinkás, en tant que chef d'état-major du régiment et président de son conseil militaire, envoie des troupes au château de Buda, où des officiers de son détachement protègeront le palais de l'archevêque sur la rue Úri jusqu'au 4 novembre, lorsque le cardinal Mindszenty se rend à l'ambassade des États-Unis à la suite de l'invasion des troupes soviétiques. Le ministère de la Défense transmet alors aux troupes hongroises l'ordre oral de déposer les armes face à l'envahisseur.

## Les conséquences de sa participation à la rébellion

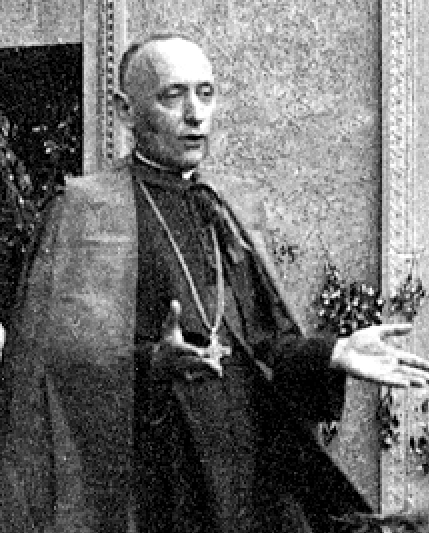
Le cardinal Jozsef Mindszenty

Dès le 25 novembre 1956, Antal Pálinkás est identifié comme l'une des figures de proue de la contre-révolution et accusé d'avoir usé de violence pour libérer le cardinal. Ses origines aristocratiques et l'action de son père, György Pallavicini, contre la République soviétique hongroise de 1919 sont exposées. En dépit de ces signes inquiétants, il n'imagine pas un instant quitter son pays car il estime n'avoir commis aucun crime. Il est arrêté le 25 décembre 1956 avec plusieurs de ses camarades. Refusant de prêter allégeance au nouveau pouvoir, il quitte l'armée le 4 janvier 1957 pour travailler pour les Forces de défense hongroises de la rue Mohács, comme maître de garage. De nouveau arrêté dans la nuit du 6 février 1957, il est traduit devant un tribunal militaire qui l'accuse de nouveau d'avoir libéré illégalement le cardinal Mindszenty, d'avoir signé des tracts contre-révolutionnaires et dirigé un mouvement destiné à renverser l'État démocratique populaire. Il a pour compagnon de cellule le dramaturge Gyula Háy, condamné à six ans de prison par le Conseil populaire de la Cour suprême pour son implication dans une organisation anti-étatique (dans ses mémoires, écrites et publiées après sa libération, Háy évoque leur rencontre).
Le 16 septembre 1957, Antal Pálinkás est condamné à la prison à vie en première instance par le tribunal militaire de Budapest. Sur appel du procureur, la Chambre spéciale du Collège militaire de la Cour suprême le condamne finalement le 11 novembre 1957 à être exécuté par pendaison. Sa demande de grâce est refusée. Le matin du 10 décembre 1957, il est exécuté à la prison nationale de Budapest et enterré dans une tombe anonyme de la parcelle 301 du nouveau cimetière public de Budapest. Le lieutenant-colonel Lajos Garami (1919), accusé de complicité, est condamné à dix ans de prison et libéré en 1961.

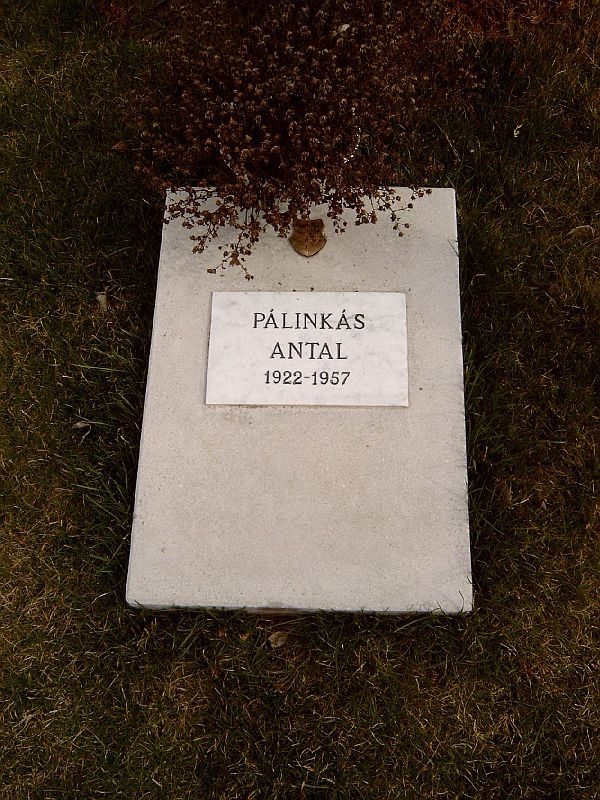

Le cardinal Mindszenty, profondément choqué par la nouvelle de l'exécution d'Antal Pálinkás, déclarera dans ses mémoires, écrites en 1974, "Sa mort est liée à ce qui m'est arrivé". 

## Postérité
Les membres de sa famille continueront, après sa mort, d'être surveillés par la police politique et ses enfants se voient refuser l'accès à l'université.
Marié deux fois, Antal Pálinkás a d'abord épousé Judit Székely (1924-1999), le 24 mai 1947 à Budapest. Le mariage, dissout en 1952, donne un fils, le comte András Pallavicini (1948), qui, émigré à Toronto, ne regagnera le pays qu'après la chute du régime. Du deuxième mariage, avec Ilona Dudás (1931), Antal a eu une fille, Borbula (1954), qui vit toujours à Budapest. 
András s'est marié trois fois. De sa première épouse, Tamara Paulajova (1951-1991), d'origine tchécoslovaque, épousée à Budapest le 6 décembre 1969, est née la journaliste et actrice Zita Pallavicini. 
Réhabilité après le changement de régime de 1989, Antal Pálinkás a reçu une promotion à titre posthume.